# Alexander Nevski-kathedraal (Sofia)
De heilige Alexander Nevski-herdenkingskathedraal (Bulgaars: Храм-паметник Свети Александър Невски, Chram Pametnik Sveti Aleksandar Nevskij) in Sofia (Bulgarije) is een Bulgaars-orthodoxe kathedraal. Zij is gebouwd tussen 1892 en 1912 ter ere van de naar schatting 200.000 Russische soldaten die zijn gevallen tijdens de Russisch-Turkse oorlog (1877-1878) in een poging Bulgarije te bevrijden van de Osmaanse (Turkse) bezetters. Het is de zetel van de patriarch van Bulgarije.
De in Neo-Byzantijnse stijl gebouwde Alexander Nevski-kathedraal is een van de beroemdste monumenten van Sofia en is vernoemd naar de in Rusland heilige Alexander Nevski die beroemd is geworden door de verdrijving van Duitse ridderorden van Russisch grondgebied in de 13e eeuw.
In de crypte van de kathedraal bevindt zich een tentoonstellingsruimte waar iconen getoond worden van de negende tot en met de negentiende eeuw.
De architect van de kathedraal, Pomerantsev, heeft bij de bouw onder andere Italiaans marmer, Braziliaans onyx, Afrikaans alabast en houtsnijwerk van Bulgaarse en Russische meesters, uit die tijd, gebruikt. Het gebouw omvat 3170 kwadraten meter, het is 75 meter lang, 50 meter breed en 50 meter hoog.